# Joan Cañellas
Joan Cañellas Reixach (Santa Maria de Palautordera, 30 settembre 1986) è un ex pallamanista spagnolo.

## Carriera
Con la Nazionale spagnola vince gli europei del 2018 in Croazia.